# Ałga-2 Biszkek
Ałga-2 Biszkek (kirg. Футбол клубу «Алга-2» Бишкек) – kirgiski klub piłkarski, mający siedzibę w stolicy kraju, mieście Biszkek.

## Historia
Chronologia nazw:
- 19??: Ałga-d Frunze (ros. «Алга-д» Фрунзе)
- 1992: Ałga-d Biszkek (ros. «Алга-2» Бишкек)
- 1993: Ałga Biszkek (ros. «Алга» Бишкек)
- 1994: Ałga-2 Biszkek (ros. «Алга-2» Бишкек)
- 199?: klub rozwiązano
- 2010: Ałga-2 Biszkek (ros. «Алга-2» Бишкек)

Piłkarski klub Ałga-d został założony w miejscowości Frunze jako drużyna rezerw stolicznego klubu Ałga. Zespół występował w rozgrywkach drużyn rezerwowych Mistrzostw ZSRR.
W 1992 po uzyskaniu niepodległości przez Kirgistan klub miasto zmieniło nazwę, po czym została przemianowana klub na Ałga-d Biszkek. W 1993 pierwsza drużyna klubu jako Ałga-RIIF Biszkek oraz druga drużyna jako Ałga Biszkek występowały razem w Wyższej Ligi Kirgistanu. W 1994 zmienił się regulamin rozgrywek, zgodnie z którym, pierwsza drużyna kontynuowała występy w Wyższej Lidze, a druga drużyna jako Ałga-2 Biszkek została przeniesiona do Pierwszej Ligi. Potem przez problemy finansowe druga drużyna klubu została rozwiązana.
Dopiero na początku 2010 klub znów został reaktywowany jako Ałga Biszkek i ponownie startował w Wyższej Lidze Kirgistanu. Również została odrodzona druga drużyna klubu, która startowała w Pucharze Kirgistanu.

## Sukcesy

### Trofea międzynarodowe
Nie uczestniczył w rozgrywkach azjatyckich (stan na 31-12-2015).

### Trofea krajowe
| \| \| Zdobyte trofea w rozgrywkach Kirgistanu (stan na: 31-12-2015) \| |                                                               |      |          |
| Rozgrywki                                                              | Osiągnięcie                                                   | Razy | Sezon(y) |
| Mistrzostwo                                                            | I miejsce                                                     | 0    |          |
| Mistrzostwo                                                            | II miejsce                                                    | 0    |          |
| Mistrzostwo                                                            | III miejsce                                                   | 0    |          |
| Mistrzostwo                                                            | 5.miejsce                                                     | 1    | 1993     |
| Puchar                                                                 | zdobywca                                                      | 0    |          |
| Puchar                                                                 | finalista                                                     | 1    | 1994     |
| II liga                                                                | I miejsce                                                     | ?    |          |
| II liga                                                                | II miejsce                                                    | ?    |          |
| II liga                                                                | III miejsce                                                   | ?    |          |
| Kirgistan                                                              | Zdobyte trofea w rozgrywkach Kirgistanu (stan na: 31-12-2015) |      |          |

## Stadion
Klub rozgrywa swoje mecze domowe na stadionie im.Dołena Omurzakowa w Biszkeku, który może pomieścić 23000 widzów (były Centralny stadion republikański Spartak). Również występował na stadionie Dinamo.